# Afghanistan i olympiska sommarspelen 1996
Afghanistan deltog i de olympiska sommarspelen 1996 med en trupp bestående av en deltagare, men ingen av landets deltagare erövrade någon medalj.

## Friidrott
Herrarnas 100 meter
- Abdul Ghafoor → 105:e plats (12:20)

Herrarnas maraton
- Abdul Baser Wasiqi → 111:e plats (4:24:17)